# Euroregione Alpi-Mediterraneo

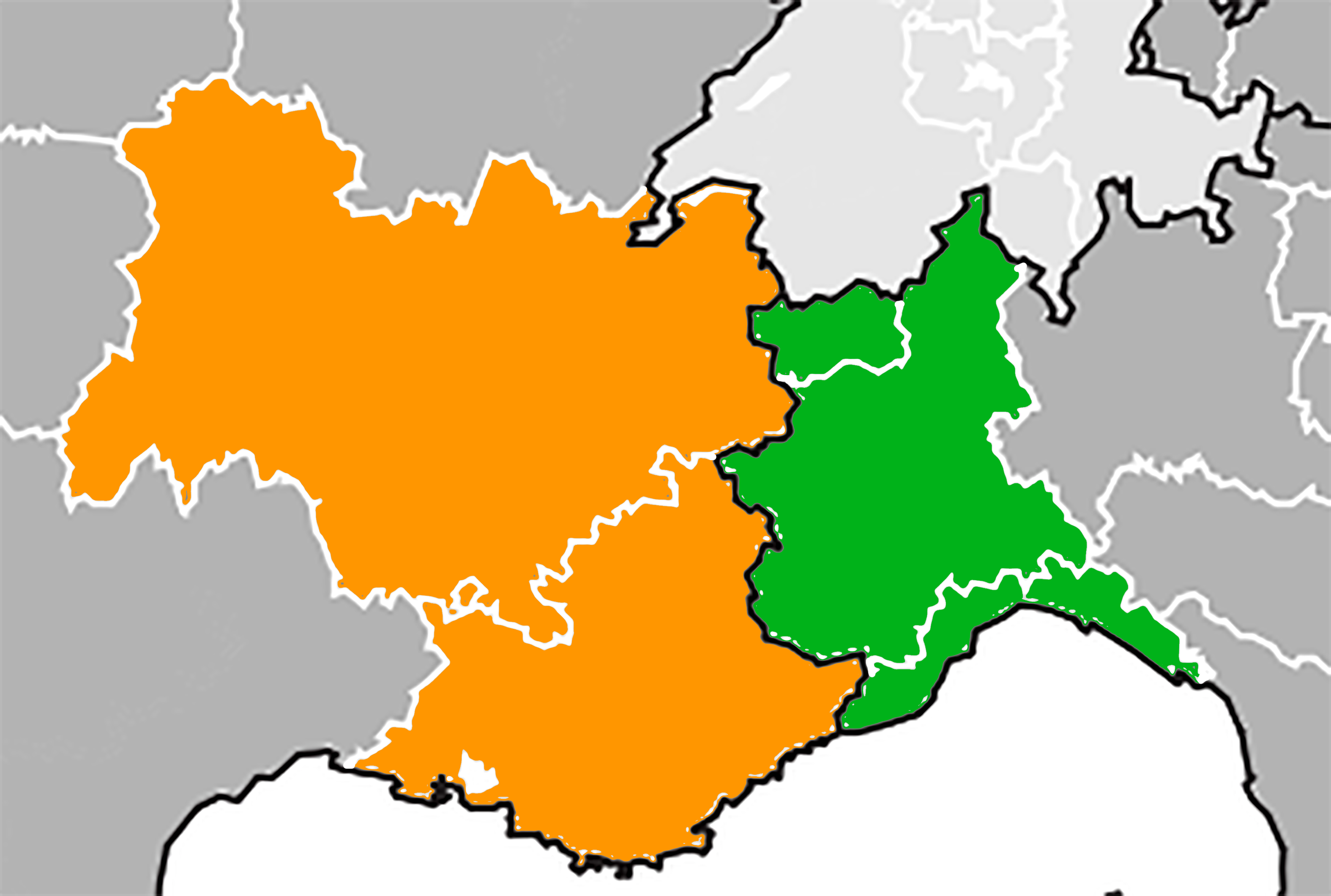

L'Euroregione Alpi-Mediterraneo (Eurorégion Alpes-Méditerranée in francese), in sigla AlpMed, è una porzione di territorio europeo a cavallo tra Francia e Italia.

## Storia

Carta dell'Euroregione Alpi-Mediterraneo prima della riforma delle regioni francesi del 2016.

L'euroregione ha origine dal protocollo d'intesa del 18 luglio 2006, firmato a Torino, a Villa Gualino, dai presidenti di Piemonte, Mercedes Bresso, Valle d'Aosta, Luciano Caveri, Provenza-Alpi-Costa Azzurra, Michel Vauzelle, Rodano-Alpi, Jean-Jack Queyranne e dall'assessore alla Pianificazione territoriale e Urbanistica della Liguria, Carlo Ruggeri; in seguito, il 10 ottobre 2007 le cinque Regioni hanno siglato il documento ufficiale che ha sancito la nascita dell'ente.
La presidenza dell'Euroregione è a rotazione. La sede è stata inaugurata a Bruxelles il 31 gennaio 2008, in rue du Trône n. 62.

## Geografia
L'Euroregione è una struttura di cooperazione transnazionale in ambito UE costituita da:
- Piemonte
- Liguria
- Valle d'Aosta
- Provenza-Alpi-Costa Azzurra
- Alvernia-Rodano-Alpi

La superficie è di circa 110.000 km², con circa 19 milioni di abitanti così ripartiti:
██ Francia (68,5%)
██ Italia (31,5%)

## Tematiche
Ogni Regione è responsabile di almeno un settore tematico:
- Innovazione e Ricerca: Provenza-Alpi-Costa Azzurra
- Turismo e cultura: Liguria
- Trasporti e Accessibilità: Piemonte
- Ambiente e Sviluppo sostenibile: Alvernia-Rodano-Alpi
- Educazione e Formazione: Valle d'Aosta
- Coesione territoriale: Piemonte